# Pierre-Noël-Joseph Foucard
Pierre-Noël-Joseph Foucard, né le 24 décembre 1830 à Olivet dans le diocèse d'Orléans (France) et mort le 31 mars 1889 à Chang-se en Chine, est un missionnaire catholique français des Missions étrangères de Paris, qui fut préfet apostolique du Kouang-Si (aujourd'hui Guangxi) en Chine méridionale.

## Biographie
Pierre Foucard est ordonné prêtre en mai 1856 et rejoint la société des Missions étrangères de Paris en 1859. Il part pour la Chine le 25 juillet 1860.
Il est nommé évêque titulaire de Zéla en Hélénopont et préfet apostolique du Kouang-Si le 15 juillet 1878, installé le mois suivant et consacré évêque par Mgr Lions à Koei-yang, le 23 mars 1879. Il meurt dans la petite ville de Chang-se et Mgr Chouzy lui succède.

## Source
- (la) Liste des évêques de Chine